# 迪拉德·克罗克
詹姆斯·迪拉德·克罗克（英語：James Dillard Crocker，1925年1月19日—2014年9月1日），美国NBA联盟的前职业篮球运动员。